# تویمبتوو
تویمبتوو (انگلیسی: Tuyembetovo) یک شهرک در شهرستان کوگارچینسکی جمهوری باشقیرستان در کشور روسیه است.